# Ekaterina Demagina
Pour les articles homonymes, voir Demaguine.
Ekaterina Demagina, née le 16 août 1982 à Togliatti, est une joueuse de basket-ball russe, évoluant au poste de meneuse.

## Club
- 2003-2004 : VBM-SGAU Samara
- 2004-2005 : ŽBK Dynamo Moscou
- 2005-2006 : Tchevakata Vologda

## Palmarès

### sélection nationale
- Championnat du monde
  -  Médaille d'argent du Championnat du monde 2006 au Brésil
  - Médaille d'argent du Championnat du monde des moins de 19 ans 2001
- Championnat d'Europe
  -  Médaille d'or au Championnat d'Europe 2007 en Italie
  - Médaille d'or du Championnat d'Europe des moins de 19 ans 2001
  - Médaille d'argent Championnat d'Europe des moins de 21 ans 2002